# Grenze zwischen Nordkorea und Südkorea

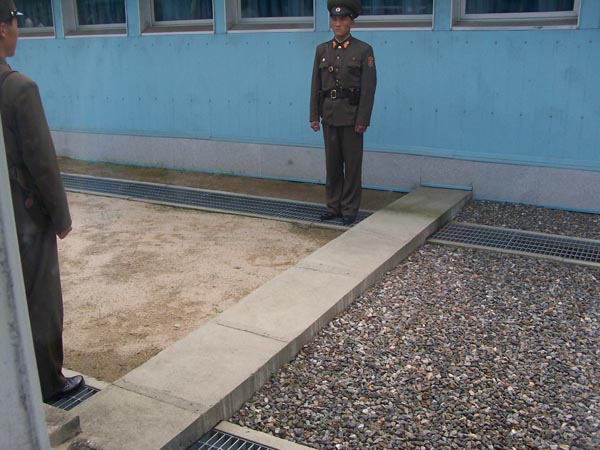
Die Grenze in Panmunjeom, links Nordkorea

Die Grenze zwischen Nordkorea und Südkorea, auch als Militärische Demarkationslinie bezeichnet, erstreckt sich auf einer Länge von 248 km über die Koreanische Halbinsel, vom Gelben Meer im Westen zum Japanischen Meer im Osten, und teilt sie in Nordkorea und Südkorea. Die südkoreanische Hauptstadt Seoul liegt etwa 50 km südlich.

## Geschichte

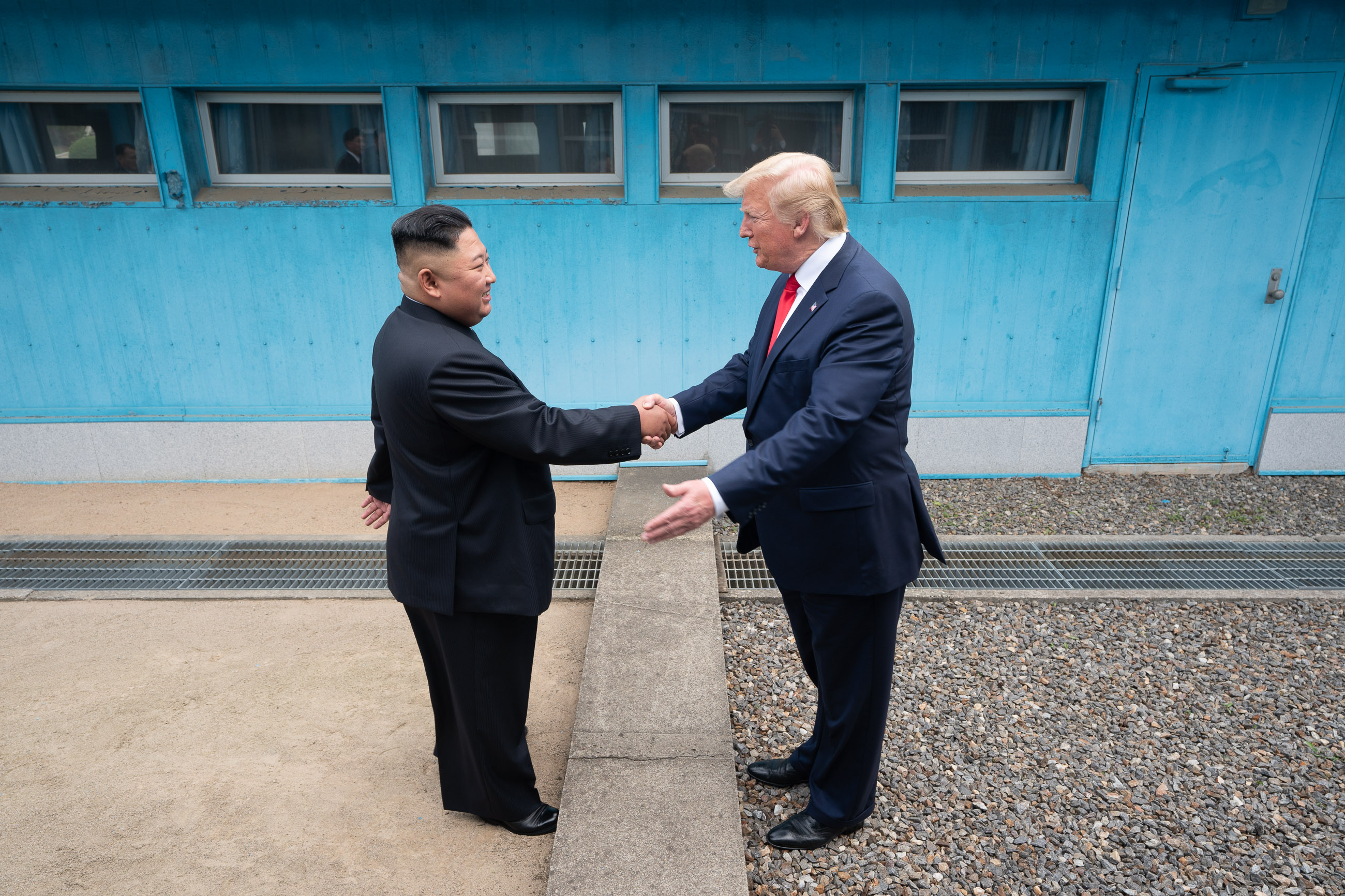
Donald Trump und Kim Jong-un begegnen sich Ende Juni 2019 an der Grenze

Schon vor dem Koreakrieg war die Halbinsel in zwei Besatzungszonen geteilt, was den Ausbruch des Krieges begünstigte. Dieser wurde 1953 unter anderem dadurch beendet, dass die Grenze geschaffen wurde.
Das nordkoreanische Militär beschoss bei einem Angriff 2010 die südkoreanische Insel Yeonpyeong.
Am 30. Juni 2019, nach dem  G20-Gipfel in Osaka, trafen sich der damalige US-Präsident Trump und der nordkoreanische Diktator Kim Jong-un direkt an der Grenze.

## Elemente

Grenze zwischen Nord- und Südkorea (blau) mit der Demilitarisierten Zone (orange)

### Demilitarisierte Zone
Entlang der Grenze erstreckt sich die Demilitarisierte Zone mit einer Breite von etwa vier Kilometern. In der Zone liegen die Dörfer Daeseong-dong auf südkoreanischer und Kijŏng-dong auf der nordkoreanischen Seite. Bei Panmunjeom, einem Ort, durch den die Grenze verläuft, befindet sich die Brücke ohne Wiederkehr. Sie ist ein beliebtes Fotomotiv für Touristen.

### Seegrenze
Die rund 200 Kilometer lange Seegrenze, die Northern Limit Line, wurde von einem Kommandanten der UN-Truppen 1953 festgelegt. Die Regierung in Pjöngjang legte 1999 einseitig eine weiter südlich verlaufende Seegrenze fest.

### Grenzübergänge
Für die Eisenbahn bestehen zwei Grenzübergänge. Beide werden derzeit (2023) aber nicht genutzt:
- von südkoreanischen Grenzbahnhof Dorasan zur Sonderwirtschaftszone Kaesŏng in Nordkorea, über den bis 2016 regelmäßig Güterverkehr stattfand.
- der Bahnhof Jejin, ein Bahnhof der nordkoreanischen Eisenbahn auf südkoreanischem Staatsgebiet, derzeit (2023) nicht funktionsfähig, da die Gleise durch Nordkorea nach einem Testbetrieb 2007 wieder abgebaut wurden.